# Tibor Lajos
Tibor Lajos (Budapest, 1883. február 26. – Budapest, 1950. május 12.) sportvezető, a magyar labdarúgó-válogatott volt szövetségi kapitánya. 

## Sportvezetői pályafutása
1914-től 1922-ig az MLSZ főtitkára. Az első világháborút követően az MLSZ egyik vezetőségi tagja, akinek kényszerűségből 1920-ban vállalnia kellett a szövetségi kapitányi pozíciót. Két mérkőzésen két vereség lett a mérlege.

## Statisztika

### Mérkőzései szövetségi kapitányként
| Magyarország | Magyarország      | Magyarország                    | Magyarország | Magyarország | Magyarország | Magyarország | Magyarország | Magyarország |
| #            | Dátum             | Helyszín                        | Hazai        | Eredmény     | Vendég       | Kiírás       | Gólok        | Esemény      |
| ------------ | ----------------- | ------------------------------- | ------------ | ------------ | ------------ | ------------ | ------------ | ------------ |
| 1.           | 1920. október 24. | Berlin, Deutsches Stadion       | Németország  | 1 – 0        | Magyarország | barátságos   | -            |              |
| 2.           | 1920. november 7. | Budapest, Hungária körúti pálya | Magyarország | 1 – 2        | Ausztria     | barátságos   | -            |              |
|              | Összesen          |                                 |              | -            | mérkőzés     |              | -            | gól          |